# Milówka (gmina)
La gmina de Milówka est une commune rurale de la voïvodie de Silésie et du powiat de Żywiec. Elle s'étend sur 98,33 km² et comptait 9 965 habitants en 2006. Son siège est le village de Milówka qui se situe à environ 17 kilomètres au sud-ouest de Żywiec et à 77 kilomètres au sud de Katowice.

## Villages
La gmina de Milówka comprend les villages et localités de Kamesznica, Laliki, Milówka, Nieledwia et Szare.

## Villes et gminy voisines
La gmina de Milówka est voisine de la ville de Wisła et des gminy d’Istebna, Radziechowy-Wieprz, Rajcza, Ujsoły et Węgierska Górka.